# تپه برازق ۲
تپه برازق ۲ مربوط به هزاره دوم تا هزاره اول قبل از میلاد است و در شهرستان ششتمد، روستای برازق واقع شده و این اثر در تاریخ ۲۷ مرداد ۱۳۸۲ با شمارهٔ ثبت ۹۵۹۰ به‌عنوان یکی از آثار ملی ایران به ثبت رسیده است.